# لوئیسویل (آلاباما)
لوئیسویل (به انگلیسی: Louisville) شهری در شهرستان باربر ایالت آلاباما است که مساحت آن ۷٫۱۲ کیلومتر مربع است و در سرشماری سال ۲۰۱۰ میلادی، ۵۱۹ نفر جمعیت داشته و تراکم جمعیتی آن، ۷۲٫۸۹ نفر در هر کیلومتر مربع بوده است.

## نگارخانه

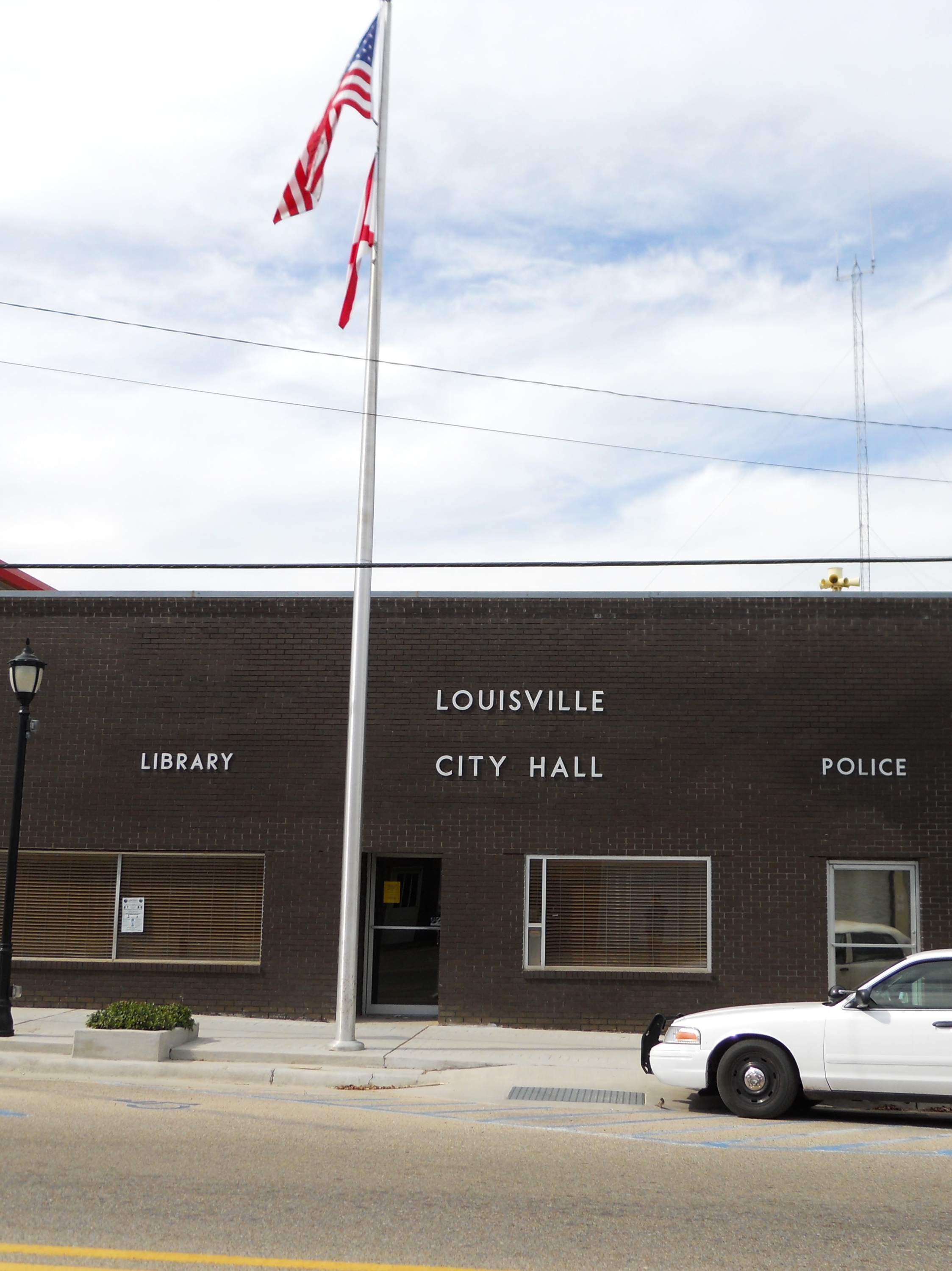
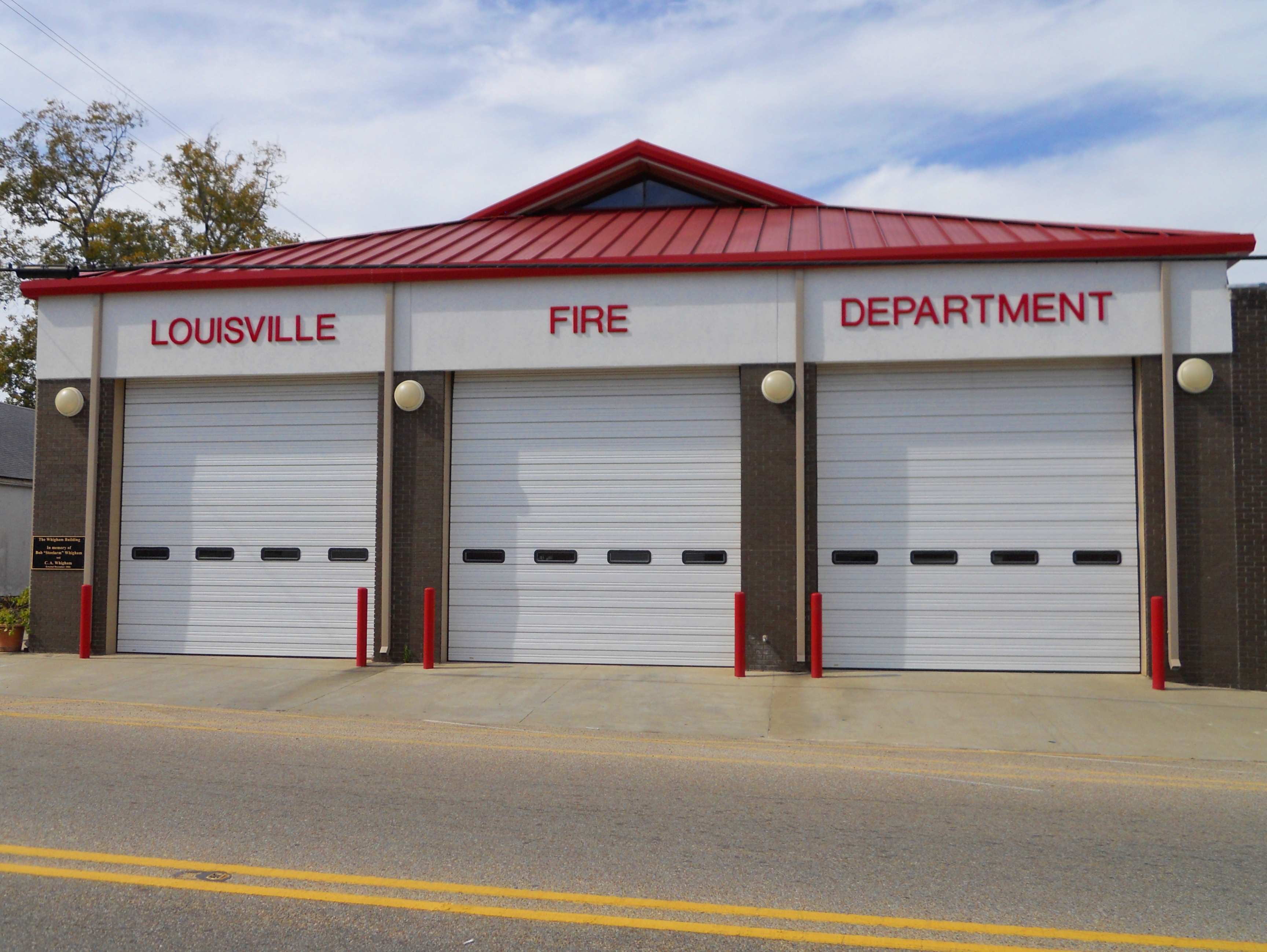
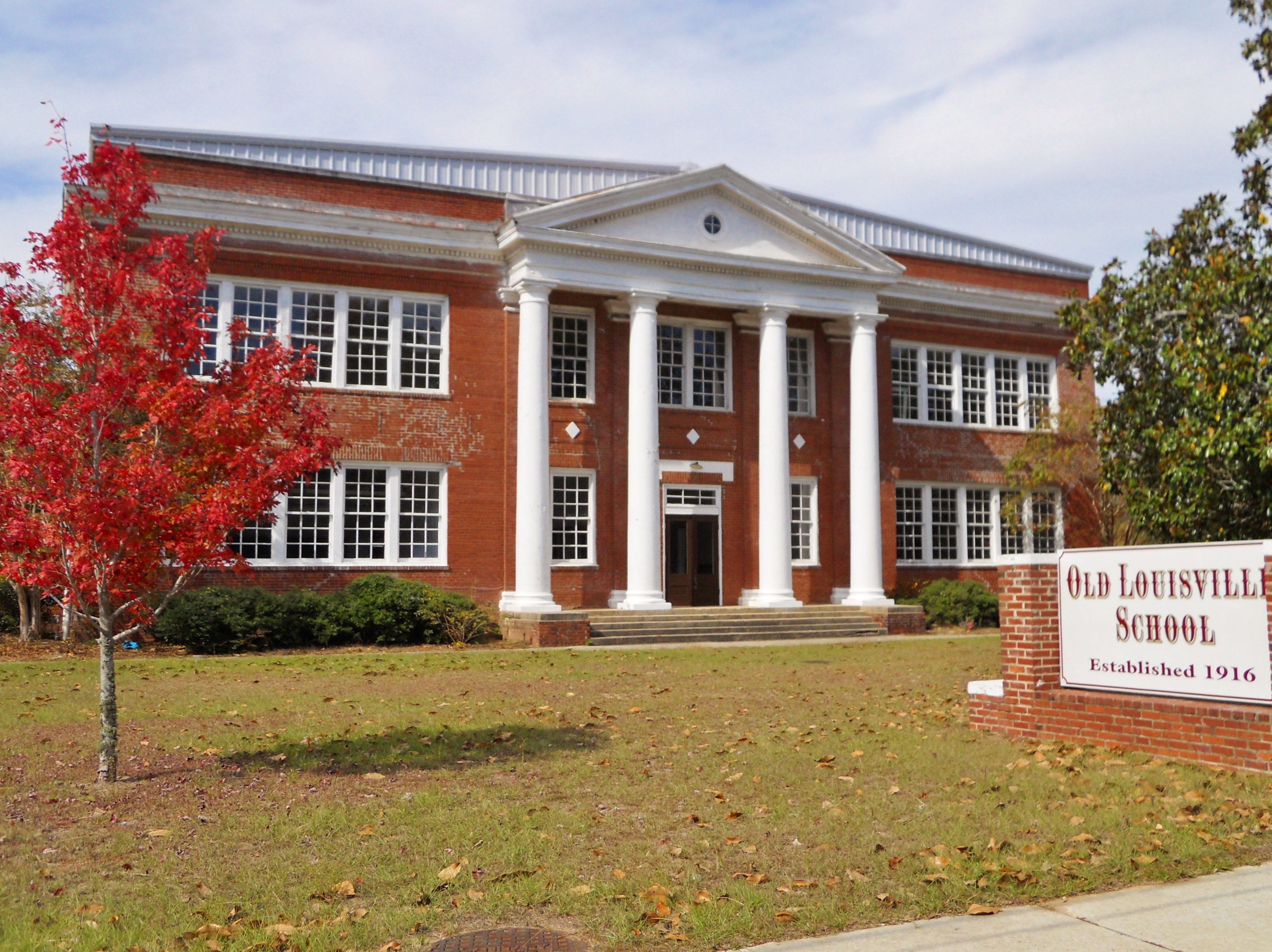
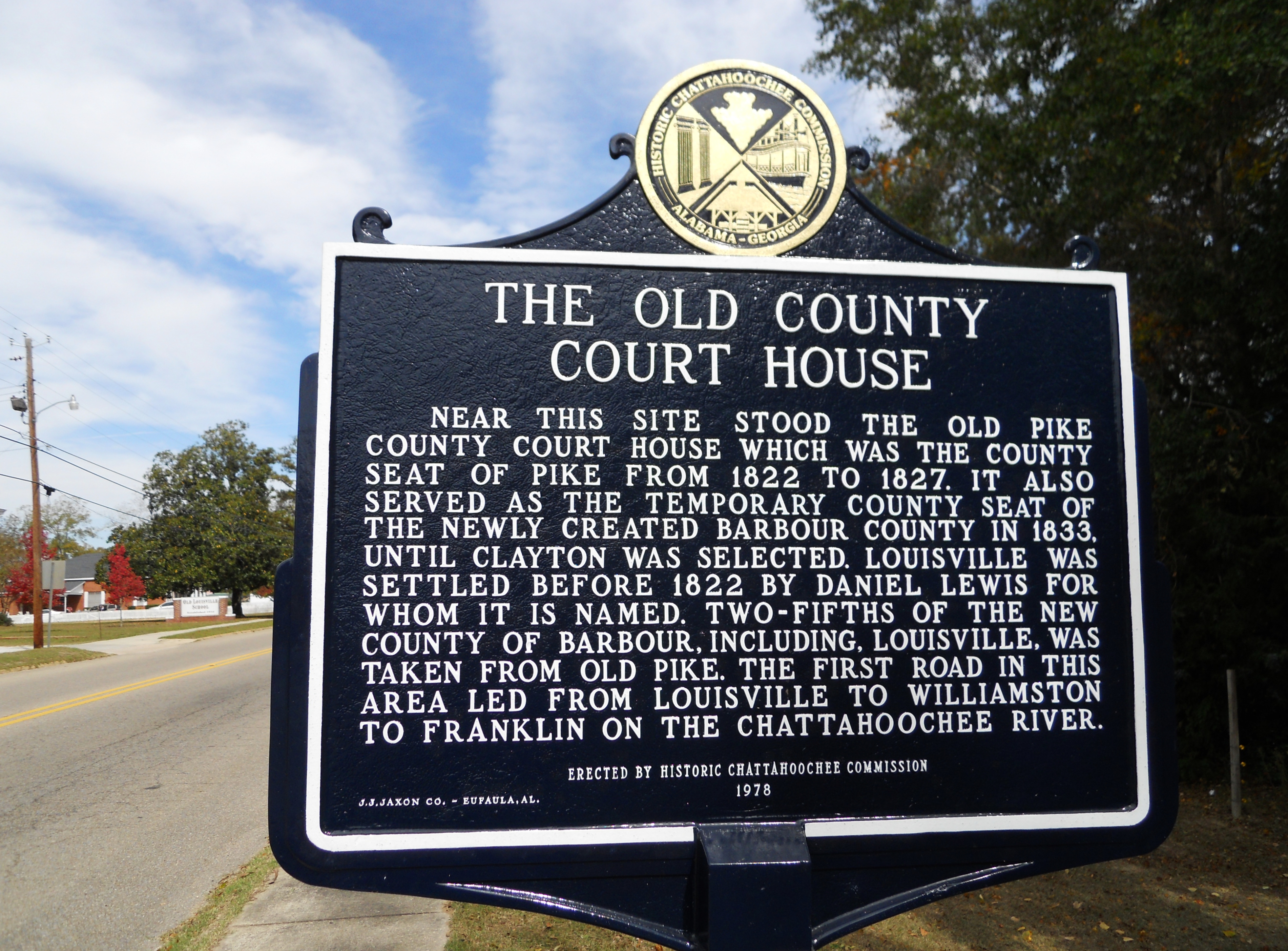